# Danaguán
Danaguán, antaño conocida como Danaón, (Danawan  Island) es una isla situada en Filipinas, adyacente a la de Mindanao. Corresponde al barrio de Danawan en el término municipal de la Ciudad de Surigao perteneciente a  la provincia de Surigao del Norte situada en la Región Administrativa de Caraga, también denominada Región XIII.

## Geografía
Isla situada  al norte de la ciudad de  Surigao  al oeste de la isla de Hikdop, barrio de Catadmán, y al este de la isla de Sumilón que también forma parte del barrio de Danawan; al sur de la bahía de Aguasán; al este del estrecho de Surigao; y al norte del canal de Hinatuán.

## Localidades
La isla cuenta con una población de 631 habitantes correspondientes al barrio del mismo nombre: